# Bunhill Fields
Bunhill Fields – angielski cmentarz położony w dzielnicy londyńskiej – Islington, o powierzchni około 4 hektarów. Od drugiej połowy XVII wieku do połowy wieku XIX był miejscem pochówku nonkonformistów angielskich, w tym wielu ważnych osobistości.

## Znane osoby pochowane w Bunhill Fields
- Thomas Bayes (1702–1761), matematyk, duchowny
- William Blackburn (1750–1790), architekt
- William Blake (1757–1827), malarz, grafik, poeta, mistyk
- John Bunyan (1628–1688), autor Pilgrim's Progress
- Thomas Fowell Buxton (1758–1795), filantrop
- Eleanor Coade
- Dr John Conder
- Daniel Defoe (1661–1731), autor książki Robinson Crusoe
- Charles Fleetwood (?–1692)
- George Fox (1624–1691)
- John Gill (1697–1771), autor Exposition of the Bible i Body of Divinity
- Thomas Hardy (1752–1832)
- Joseph Hart (1712–1768)
- Jabez Carter Hornblower (1744–1814)
- Theophilus Lindsey (1723–1808)
- Paul Henry Maty (1744–1787)
- Thomas Newcomen (1663–1729)
- Joseph Nightingale (1775–1824), pisarz
- John Owen (1616–1683)
- Dame Mary Page (1672–1728), żona Gregory’ego Page’a
- Apsley Pellatt (1763–1826), producent szkła
- Richard Price (1733–1791)
- Thomas Pringle (1789–1834), szkocki poeta
- John Rippon (1750–1836)
- Thomas Rosewell (1630–1692)
- Richard 'Conversation' Sharp (1759–1835)
- John Benjamin Tolkien, dziadek Tolkiena
- Isaac Watts (1674–1742)
- Susanna Wesley (1669–1742), matka Johna Wesleya
- George Whitehead (1636–1723)
- Daniel Williams (1643–1716)